# Mrzli Vrh, Idrija
Mrzli Vrh este o localitate din comuna Idrija, Slovenia, cu o populație de 50 de locuitori.